# Município de Jackson (condado de Seneca, Ohio)
O município de Jackson (em inglês: Jackson Township) é um município localizado no condado de Seneca no estado estadounidense de Ohio. No ano de 2010 tinha uma população de 1.512 habitantes e uma densidade populacional de 16,82 pessoas por km².

## Geografia
O município de Jackson encontra-se localizado nas coordenadas 41° 12′ 47″ N, 83° 21′ 36″ O. Segundo a Departamento do Censo dos Estados Unidos, o município tem uma superfície total de 89.89 km², da qual 89,89 km² correspondem a terra firme e (0 %) 0 km² é água.

## Demografia
Segundo o censo de 2010, tinha 1.512 habitantes residindo no município de Jackson. A densidade populacional era de 16,82 hab./km². Dos 1.512 habitantes, o município de Jackson estava composto pelo 96,76 % brancos, o 0,79 % eram afroamericanos, o 0,46 % eram amerindios, o 0,4 % eram asiáticos, o 0,46 % eram de outras raças e o 1,12 % eram de uma mistura de raças. Do total da população o 4,83 % eram hispanos ou latinos de qualquer raça.